# Campionati italiani assoluti di scherma del 1961
I Campionati italiani assoluti di scherma del 1961 sono stati organizzati dalla Federazione Italiana Scherma.
Nel fioretto, si sono aggiudicati i titoli dei campionati italiani Maurizio Vaselli, alla sua prima affermazione, e Antonella Ragno, che ha vinto il suo secondo titolo dopo quello dell'anno precedente..
Il titolo della spada è andato per la prima volta a Gianluigi Saccaro.
Nella sciabola Wladimiro Calarese ha vinto il suo primo titolo nazionale maschile.
Nei campionati italiani a squadre maschili il Circolo Scherma Fides ha vinto il terzo titolo nel fioretto, mentre la Società del Giardino di Milano ha vinto per la quarta volta nella spada; nella sciabola c'è stato il secondo successo del Club Scherma Torino.
Il campionato italiano di fioretto a squadre femminile è andato per la seconda volta al Club Scherma Torino.

## Podi

### Uomini
| Specialità  | Oro                           | Argento | Bronzo |
| Individuali |                               |         |        |
| Fioretto    | Maurizio Vaselli              | -       | -      |
| Spada       | Gianluigi Saccaro             | -       | -      |
| Sciabola    | Wladimiro Calarese            | -       | -      |
| A squadre   |                               |         |        |
| Fioretto    | Circolo Scherma Fides -       | -       | -      |
| Spada       | Società del Giardino Milano - | -       | -      |
| Sciabola    | Club Scherma Torino -         | -       | -      |

### Donne
| Specialità  | Oro                   | Argento | Bronzo |
| Individuali |                       |         |        |
| Fioretto    | Antonella Ragno       | -       | -      |
| A squadre   |                       |         |        |
| Fioretto    | Club Scherma Torino - | -       | -      |